# 92式浮橋
92式浮橋（きゅうにしきふきょう、英語: Type 92 heavy pontoon bridge）は、陸上自衛隊施設科の保有している架橋器材。

## 概要
これまで使用してきた70式自走浮橋や81式自走架柱橋などの架橋器材では重量が50tの90式戦車は重量の問題で通過が不可能であった。後継装備の検討は、技術研究本部の部内研究として1983年に開始、試作開発は1989年から行われ、1992年に制式化された。
システムは橋間橋節、橋端橋節、動力ボート（全長8.6m）、道路マット（全長12.5m）、道路マット敷設装置から構成され、これらは7tトラックなどの車両に積載されており、機動性が高くなっている。水面に浮かべる橋節は折り畳まれて運搬車に積載される。運搬車は水際まで自走し、荷台を傾斜させることによって橋節を水面に滑り落とすことによって橋節は自動で展開し、フロートとして機能する。
展開した橋節は動力ボートを使用して動かすことによって、連結が可能である。連結された橋節に車両などを乗せ対岸まで輸送する門橋(艀)として使用する方法や、両岸まで橋節（両端はスロープのついた橋端橋節、それ以外は橋間橋節）をつなぎ合わせ、水流で流されないように動力ボートを使用してバランスをとる。そして、車両が通行しやすいように道路マットを敷設装置で敷設することで浮橋として使用することができる。システム1式には長さ約7.5mの橋間橋節が12基と約7mの橋端橋節が2基であるため最大で約104mの浮橋を設置できる。約80mの架橋作業時間は約2時間。橋節及び運搬車12両、橋端橋節及び運搬車2両、動力ボート及び運搬車7両、道路マット敷設装置搭載車2両の計23両（ボート7隻）で1セットとなる。
架橋器材は橋がないか、損傷して使えなくなった水域で人や車両を対岸へ渡すことができるため、災害派遣でも使用される。92式浮橋は防災訓練で帰宅困難者対策用などに登場するほか、東日本大震災では実際に橋が崩落して孤立した宮城県東松島市の宮戸島に対し、門橋として重機などを輸送した。
道路マット敷設装置は海上自衛隊のLCACが砂浜に装輪式車両を下ろす際にも展開して支援する。

## 諸元
- 最大橋長：約104m[3]
- 幅員：約4m[3]
- 製造：日立製作所、神戸製鋼所、三菱ふそうトラック・バス、日立造船、今治造船、石原造船、飯作造船[3]

## 登場作品

### 漫画
『ゲート 自衛隊 彼の地にて、斯く戦えり』
自衛隊が特地に持ち込んだ装備の一つとして登場。炎龍退治に向かう部隊の支援に出動し、河に展開して各種車両を渡河させた。

### 小説
『超空自衛隊』
オーストラリアへ災害派遣に向かう途中で、第二次世界大戦時にタイムスリップしてしまった、陸上自衛隊施設科部隊の装備として登場。作中では橋としてだけではなく、動力ボートを利用して川の移動手段としても用いられる。